# Bram Stoker Awards 1995
Der Bram Stoker Award 1995 wurde im Jahr 1996 für Literatur aus dem Vorjahr in sieben Kategorien vergeben. Bei der Verleihung werden jährlich außergewöhnliche Beiträge zur Horrorliteratur geehrt. Der Bram Stoker Award wird seit 1987 vergeben, die Gewinner werden per Wahl von den Mitgliedern der Horror Writers Association (HWA) bestimmt.
Nachdem bei den Bram Stoker Awards 1993 Preise in insgesamt zehn Kategorien und 1994 nur in sechs Kategorien verliehen wurden, wurden 1995 wieder Preise in den etablierten sieben Kategorien einschließlich des Sachbuchs vergeben. Harlan Ellison gewann den Preis für seine Kurzgeschichte Chatting With Anubis, zudem wurde er für sein Lebenswerk geehrt.

## Gewinner und nominierte Autoren
Der Bram Stoker Award 1995 wurde im Jahr 1996 in sieben Kategorien vergeben:
| Kategorie                         | Gewinner                       | Werk                         | Weitere nominierte Autoren | Bilder der Gewinner     |
| --------------------------------- | ------------------------------ | ---------------------------- | --- | ----------------------- |
| Roman (Novel)                     | Joyce Carol Oates              | Zombie (deutsch: Zombie)     | - Billie Sue Mosiman: Widow - Yvonne Navarro: Deadrush - Alan Rodgers: Bone Music | Joyce Carol Oates, 2013 |
| Erstlingswerk (First Novel)       | Lucy Taylor                    | The Safety of Unknown Cities | - Gary Bowen: Diary of a Vampire - Tananarive Due: The Between - Robert Girardi: Madeleine's Ghost - Edo van Belkom: Wyrm Wolf |                         |
| Novelle (Long Fiction)            | Stephen King                   | Lunch at the Gotham Cafe     | - Adam-Troy Castro: Baby Girl Diamond - Thomas F. Monteleone: Looking for Mr Flip - Wayne Allen Sallee: Lover Doll |                         |
| Kurzgeschichte (Short Fiction)    | Harlan Ellison                 | Chatting With Anubis         | - Harry Crews: Becky Lives - Thomas Ligotti: The Bungalow House - William Browning Spencer: The Death of the Novel | Harlan Ellison, 1986    |
| Sammelband (Fiction Collection)   | Jonathan Carroll               | The Panic Hand               | - Ed Gorman: Cages - Charles Grant: The Black Carousel | Jonathan Carroll, 2008  |
| Sachbuch (Nonfiction)             | Mike Ashley & William Contento | The Supernatural Index       | - Janet Leigh & Christopher Nickens: Psycho: Behind the Scenes of the Classic Thriller - James Randi: An Encyclopedia of Claims, Frauds, and Hoaxes of the Occult and Supernatural - Cathal Tohill & Pete Tombs: Immoral Tales: European Sex & Horror Movies 506-1984 |                         |
| Lebenswerk (Lifetime Achievement) | Harlan Ellison                 |                              | | Harlan Ellison, 1986    |